# Vijñana Bhairava Tantra
El Vijñāna Bhairava Tantra -विज्ञान भैरव तन्त्र, en sànscrit- és un text clau de l'escola Trika del Caixmir emmarcada dins del corrent espiritual del xivaisme. Presentat com un diàleg entre el deu Xiva i la seva consort Devi o Xacti. Exposa breument 112 mètodes de meditació o tècniques de concentració (Dhāraṇās). Aquests inclouen diverses variants, com ara prendre consciència de la respiració (vipassana), la concentració en diversos centres del cos, la consciència no-dual, la yapa, la imaginació i la visualització o bé la contemplació mitjançant cadascun dels sentits. Un requisit previ per a practicar amb èxit qualsevol de les 112 pràctiques és conèixer bé quin és el mètode més adequat per a cada practicant.
El text és un capítol del Rudrayamala Tantra, un agama bhairava. Devi, la deessa, demana a en Xiva que li reveli l'essència del camí cap a la realització més elevada de la realitat. Xiva respon mitjançant la descripció de 112 maneres d'arribar a l'universal i transcendent estat de consciència. Apareixen referències d'aquests mètodes en la literatura del xivaisme de Caixmir, fet que demostra la seva importància dins l'escola monista de la filosofia xivaista de Caixmir.
El text reapareix el 1918 inclòs dins el Kashmir Series of Text and Studies (‘’KSTS'’). El Kashmir Series es publicà en dos volums, el primer amb comentaris de Kshemaraja i Shivopadhyaya i el segon anomenat Kaumadi, amb comentaris d'Ananda Bhatta.
Va ser introduït a Occident pel Swami Lakshman Joo. Entre els seus col·laboradors occidentals, hi trobem en Miguel Serrano i en Paul Reps. Aquest últim va ampliar la difusió del Vijñāna Bhairava Tantra mitjançant una traducció a l'anglès dins el seu popular llibre Zen Flesh, Zen Bones, que serví de tema d'un voluminós comentari d'Osho. Des de llavors, se n'han realitzat regularment altres traduccions i comentaris.

## Traduccions i comentaris
Relació de traduccions i comentaris del Vijñāna Bhairava Tantra:
1957 Paul Reps – Zen Flesh, Zen Bones.
1961 Lilian Silburn – Le Vijnana Bhairava.
1972 Osho – El libro de los secretos.
1979 Jaidev Singh – Vijnana Bhairava or Divine Consciousness.
1997 Swami Muktananda Nothing Exists that is not Shiva. Commentaries on the Shiva Sutra, Vijnanabhairava, Gurugita, and other Sacred Texts. SYDA Foundation, New York, NY ISBN 0-911307-56-7
2002 Bettina Baumer – Vijnana Bhairava, The Practice of Centering Awareness.
2003 Swami Saraswati Satyasangananda – Sri Vijnana Bhairava Tantra: The Ascent.
2007 Swami Lakshmanjoo – Vijnana Bhairava, The Manual for Self Realization.
2010 Dmitri Semenov -- Vijnaanabhairava or Techniques for Entering Liminal Consciousness.